# Arun, Hulunbuir
Arun är ett mongoliskt baner som lyder under förbundet Hulunbuir i den autonoma regionen Inre Mongoliet i nordöstra Kina. Det ligger omkring 1 200 kilometer nordost om regionhuvudstaden Hohhot.